# دلبتا
دلبتا، هي قرية لبنانية من قرى قضاء كسروان في محافظة جبل لبنان.
تبعد دلبتا 26 كيلومتر عن بيروت عاصمة لبنان. ترتفع 670 مترا عن سطح البحر وتمتد على مساحة 323 هكتاراً (3.23 كيلو متر مربع).

## أعلام
- يوحنا بطرس الحاج